# Leitha
De Leitha (Hongaars: Lajta) is een 180 kilometer lange rivier in het grensgebied tussen Oostenrijk en Hongarije. Ze ontstaat bij Haderswörth in Neder-Oostenrijk, op de plaats waar de Schwarza en de Pitten bijeenkomen. De monding bevindt zich bij de Hongaarse stad Mosonmagyaróvár, waar de Leitha in de Mosoni Duna, een zijtak van de Donau, stroomt.
Tegenwoordig vormt de Leitha op enkele plaatsen de grens tussen de Oostenrijkse deelstaten Neder-Oostenrijk en Burgenland. Elders wordt deze grens gevormd door het Leithagebergte, dat naar de rivier is genoemd.
Tussen oorsprong en monding vloeit de Leitha langs het dorp Katzeldorf, vormt het een deel van de deelstaatsgrens tussen Neder-Oostenrijk en Burgenland en gaat van daaruit naar het noordoosten richting Neufeld an der Leitha en Ebenfürth. Vanaf hier vormt de rivier opnieuw de deelstaatsgrens tot voorbij Leithaprodersdorf en Deutsch Brodersdorf. Dan stroomt zij naar Götzendorf an der Leitha en vormt in Wilfeinsdorf nogmaals de grens tussen de deelstaten Neder-Oostenrijk en Burgenland, waarna de Leitha de stad Bruck an der Leitha instroomt. Vandaar vloeit ze langs de dorpen Pachfürth, Gerhaus, Rohrau, Hollern, Deutsch Haslau, Potzneusiedl en Gattendorf. Het laatste Oostenrijkse deel van de rivier ligt in Burgenland nabij Zurndorf. Nabij het station van het grensdorp Nickelsdorf gaat de Leitha de Hongaarse grens over. De Leitha gaat vervolgens langs Hegyeshalom naar Mosonmagyaróvár.
De Leitha is historisch van belang, omdat het lange tijd de grens was tussen Oostenrijk en Hongarije. Om die reden werden de beide rijkshelften ten tijde van de Dubbelmonarchie officieus respectievelijk Cisleithanië en Transleithanië genoemd: voor Transleithanië moest, vanuit het Weense gezichtspunt, de Leitha worden overgestoken.
De Leitha verliest veel water aan een groot aantal kanalen, die werden aangelegd om spinnerijen aan de gang te houden, maar tegenwoordig voor elektriciteitsopwekking dienen. Bij laagwater kan de rivier dan ook droog komen te staan.
De voornaamste plaatsen aan de Leitha zijn naast Mosonmagyaróvár Bruck an der Leitha en, aan de bovenloop, Wiener Neustadt, dat strikt genomen enkele kilometers van de rivier vandaan ligt. Ook Rohrau, de geboorteplaats van Joseph Haydn, ligt aan de Leitha en wel op de plaats waar de rivier naar het zuidoosten richting Hongarije afbuigt.
- Gemeinsame Normdatei: 4276311-3
- Virtual International Authority File: 245102668